# Халави
Халави (пол. Chaławy) — село в Польщі, у гміні Бродниця Сьремського повіту Великопольського воєводства.
Населення — 273 особи (2011).
У 1975-1998 роках село належало до Познанського воєводства.

## Демографія
Демографічна структура станом на 31 березня 2011 року:
|          | Загалом | Допрацездатний вік | Працездатний вік | Постпрацездатний вік |
| -------- | ------- | ------------------ | ---------------- | -------------------- |
| Чоловіки | 139     | 20                 | 109              | 10                   |
| Жінки    | 134     | 23                 | 85               | 26                   |
| Разом    | 273     | 43                 | 194              | 36                   |